# Blackpool Football Club 2016-2017
Questa voce raccoglie le informazioni riguardanti il Blackpool Football Club nelle competizioni ufficiali della stagione 2016-2017.

## Organico

### Rosa
Dati aggiornati al 10 novembre 2016
| N. |                        | Ruolo | Calciatore      |
| -- | ---------------------- | ----- | --------------- |
| 1  | Inghilterra (bandiera) | P     | Sam Slocombe    |
| 2  | Inghilterra (bandiera) | D     | Kelvin Mellor   |
| 3  | Inghilterra (bandiera) | D     | Andy Taylor     |
| 4  | Scozia (bandiera)      | C     | Jim McAllister  |
| 5  | Scozia (bandiera)      | D     | Clark Robertson |
| 6  | Inghilterra (bandiera) | D     | Will Aimson     |
| 7  | Inghilterra (bandiera) | A     | Kyle Vassell    |
| 8  | Inghilterra (bandiera) | C     | Brad Potts      |
| 9  | Inghilterra (bandiera) | A     | Mark Cullen     |
| 10 | Inghilterra (bandiera) | A     | Jack Redshaw    |
| 11 | Inghilterra (bandiera) | C     | Henry Cameron   |
| 15 | Scozia (bandiera)      | D     | Tom Aldred      |
| 16 | Irlanda (bandiera)     | D     | Eddie Nolan     |

| N. |                           | Ruolo | Calciatore          |
| -- | ------------------------- | ----- | ------------------- |
| 17 | Irlanda (bandiera)        | C     | Mark Yeates         |
| 18 | Inghilterra (bandiera)    | A     | Danny Philliskirk   |
| 19 | Giamaica (bandiera)       | A     | Jamille Matt        |
| 21 | Nigeria (bandiera)        | C     | Bright Osayi-Samuel |
| 22 | Inghilterra (bandiera)    | D     | Danny Pugh          |
| 23 | Inghilterra (bandiera)    | C     | Colin Daniel        |
| 24 | Inghilterra (bandiera)    | D     | Luke Higham         |
| 25 | Inghilterra (bandiera)    | P     | Myles Boney         |
| 26 | Inghilterra (bandiera)    | C     | Michael Cain        |
| 27 | Inghilterra (bandiera)    | P     | Dean Lyness         |
| 28 | Inghilterra (bandiera)    | C     | Jack Payne          |
| 31 | Costa d'Avorio (bandiera) | A     | Armand Gnanduillet  |

### Staff tecnico
- Amministratori:
  - Owen Oyston
  - P. Smith
- Segretario: Matt Williams
- Allenatore in seconda: Tony Parkes
- Fisioterapista: Phil Horner